# Екситон

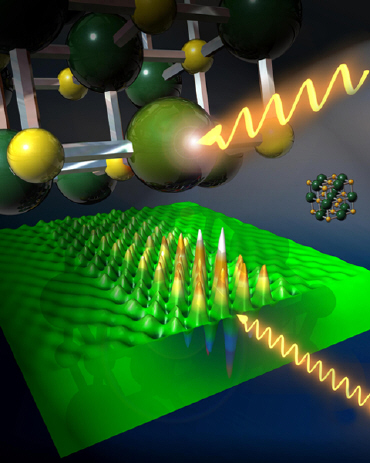
Екситон Френкеля.

Ексито́н (від лат. excito — збуджую) — квазічастинка, електронне збудження в напівпровіднику чи діелектрику, яке не переносить електричного заряду чи маси.

## Загальний опис
Нейтральна квазічастинка, поняття про яку введено для того, щоб описати переміщення електронного збудження окремих молекул по усьому кристалу. Тобто, це збуджений електронний стан у кристалах, який може переміщатись у сфері останнього, переносячи енергію, але не переносячи заряд. Цей стан полягає в утворенні пари електрон — дірка в йонному або ковалентному кристалі, перенесенні електрона в молекулі на вищий квантовий рівень у молекулярному кристалі.
Така пара електрон-дірка (квазічастинка) в напівпровідниках та ізоляторах, здатна переміщатись та віддавати свою енергію кристалічній ґратці (вільний екситон). Екситон, захоплений дефектом кристалічної ґратки (локалізований екситон), є ідентичним з електронно-збудженим станом дефекту. В органічних матеріалах використовуються дві його моделі. За низьких температур та високої кристалічності — хвильова модель, при високих температурах, низькій кристалічності, в аморфному стані — стрибкова модель.

## Фізична природа
За своєю природою екситон — зв'язаний стан електрона й дірки, що мігрує по кристалу.
Хоча екситон складається з електрона та дірки, його треба розглядати як самостійну (не звідну) квазічастинку у випадках, коли енергія взаємодії електрона та дірки того ж порядку, що й енергія їхнього руху, а енергія взаємодії між двома екситонами мала в порівнянні з енергією кожного з них. Екситон можна вважати елементарною квазічастинкою в тих явищах, в яких він бере участь як єдина стійка система, що не зазнає на собі дій сторонніх чинників, які могли б його зруйнувати.
Екситон може бути представлений як зв'язаний стан електрона провідності та дірки, розташованих або в одному вузлі кристалічної ґратки (екситон Френкеля, {\displaystyle a^{*}<a_{0}\,}, де {\displaystyle a^{*}\,} — радіус екситона, {\displaystyle a_{0}\,} — період ґратки), або на відстанях, значно більших за міжатомні (екситон Ваньє-Мотта, {\displaystyle a^{*}\gg a_{0}}).
В напівпровідниках, за рахунок великої діелектричної проникності існують тільки екситони Ваньє-Мотта, які утворюють воднеподібні серії рівнів. Екситони Френкеля застосовні перш за все до молекулярних кристалів.

## Спіновий стан екситонів
Обидві квазічастинки, які входять до складу екситона: електрон і дірка, є ферміонами, тобто мають напівцілий спін. Згідно з правилами додавання спінів сумарний спін екситона цілий, тобто екситон є бозоном. Екситони із рівним нулю сумарним спіном називаються синглетними. Екситони із сумарним спіном, який дорівнює одиниці, називаються триплетними. При випадковій зустрічі двох квазічастинок із напівцілим спіном імовірність утворення синглетного екситона дорівнює 1/4, триплетного — 3/4. Зазвичай триплетні екситони мають набагато більший час життя, ніж синглетні екситони, оскільки переходи з триплетних станів у синглетний основний стан кристала заборонені правилами відбору.

## Екситони в аморфних матеріалах
Поняття екситона застосовується також для опису безструмових збуджень у речовинах, які не мають трансляційної симетрії. Такий екситон залишається зв'язаним станом електрона й дірки, але характеризується хвильовим вектором і втрачає властивість когерентності. Переміщення таких збуджених станів речовини відбувається стрибками. Серед невпорядкованих систем, у яких існують екситонні збудження, особливе місце займають органічні аморфні напівпровідники й спряжені полімери.